# Alfred James Wilmott
Alfred James Wilmott ( 31 de diciembre de 1888 , Tottenham, Middlesex - † 26 de enero de 1950 , Kensington y Chelsea, Londres ) fue un botánico inglés.
Wilmott trabajó extensamente en el Museo Británico de Londres, como conservador oficial. Como editor publicó la 10.ª edición de la obra Manual of British botany de Charles C. Babington en 1922 y también numerosos artículos en la revista Watsonia.

## Honores
Fue miembro electo de la Sociedad linneana de Londres
- La abreviatura «Wilm. o Wilmott» se emplea para indicar a Alfred James Wilmott como autoridad en la descripción y clasificación científica de los vegetales.[2]